# Christopher Hodder-Williams
John Christopher Glazebrook Hodder-Williams (* 25. August 1926; † 15. Mai 1995 in London) war ein britischer Science-Fiction-Autor, Musiker und Komponist.
Er besuchte das Eton College, war 1944 bis 1948 als Offizier und Pilot des Royal Corps of Signals im Mittleren Osten eingesetzt und arbeitete danach für ein Jahr im Verlagshaus Hodder and Stoughton, das sein Vater Ralph Hodder-Williams leitete. In den 1950er-Jahren ging er nach New York und schrieb Musik für den Broadway, zeitweise zusammen mit Noël Coward. Nach Großbritannien zurückgekehrt, schrieb er als Musikjournalist für den Melody Maker und arbeitete als Jazz-Pianist. Er schrieb Musik für das Theater und das Steve-Race-Orchestra, dann auch für die Fernsehserie Armchair Theatre, die bei dem neuen Privatfernsehsender ITV lief. Ab 1958 trat er auch als Verfasser von Thrillern, Science-Fiction-Romanen und Fliegerbüchern hervor (teilweise unter dem Pseudonym James Brogan).

## Werke
- The Cummings Report (1957)
- Chain Reaction (1959; deutsch: Kettenreaktion, 1960)
- The Egg-Shaped Thing (1962)
- The Main Experiment (1966)
- A Fistful of Digits (1968; deutsch: Der grosse summende Gott, 1969 und 1972)
- 98.4 (1969), auch publiziert als Ninety-Eight Point Four
- Final Approach (deutsch: Flugzeugunglück, 1963)
- Higher They Fly (1973)
- Panic O'Clock (1973; deutsch: Virus der Angst, 1981)
- Coward's Paradise (1974; deutsch: Das Paradies der Feiglinge, 1986)
- Turbulence (deutsch: Konflikte um K 11, 1965)
- The Prayer Machine (1976; deutsch: Die Gebetsmaschine, 1977 und 1986)
- The Silent Voice (1977; deutsch: Der unsichtbare Krieg, 1979)
- The Thinktank That Leaked (1979)
- Chromosome Game (1984)